# Station Yao
Station Yao  (八尾駅,  Yao-eki) is een spoorwegstation in de Japanse stad Yao. Het wordt aangedaan door de Yamatoji-lijn. Het station heeft twee sporen, gelegen aan twee zijperrons. 

## Treindienst

### JR West
| 1 | ■ Yamatoji-lijn | richting Kashiwara, Ōji en Nara     |
| 2 | ■ Yamatoji-lijn | richting Tennōji, JR Namba en Ōsaka |

## Geschiedenis
Het station werd geopend in 1889.

## Overig openbaar vervoer
Er bevindt zich een busstation nabij het station. Er vertrekken bussen van Kintetsu.

## Stationsomgeving
Hoewel het station dezelfde naam draagt als de stad, ligt het buiten het stadscentrum, waardoor het niet het belangrijkste station van de stad Yao is.
- Nagase-rivier
- Shibakawa-schrijn
- Hōkaku-tempel
- Zenryō-tempel
- Shōnen-tempel
- Daiseishōgun-tempel
- Gourmet City (supermarkt)
- Don Quichote (voordeelwinkel)
- Midori Denka (elektronicawinkel)
- SoftBank (mobiele telefoonwinkel)
- Kōnan (bouwmarkt)
- Saizeriya (restaurantketen)
- McDonald's
- FamilyMart

(Kansai-lijn<<) Kamo · Kizu · Narayama · Nara · Kōriyama · Yamato-Koizumi · Hōryūji · Ōji · Sangō · Kawachi-Katakami · Takaida · Kashiwara · Shiki · Yao · Kyūhōji · Kami · Hirano · Tōbu-Shijō-mae · Tennōji · Shin-Imamiya · Imamiya (>>Osaka-ringlijn) · JR Namba